# Marc Michetz
Marc Michetz   (Ixelles, 15 d'octubre de 1951 - Ixelles, 7 de gener de 2025) fou un autor de còmics realista belga.

## Biografia
Marc Degroide va néixer el dia 15 d'octubre del 1951 a Ixelles, municipi de Brussel·les. Va viure a Katanga durant divuit anys i va tornar a Bèlgica per treballar en diverses professions. Va rebre formació artística a la Reial Acadèmia de Belles Arts de Brussel·les. Li agradaven les arts marcials japoneses, i practicava judo, kendo i després iai.
Va començar la seva carrera com a col·laborador a l'estudi Graton de 1975 a 1977 abans de publicar les seves pagines a la revista Tintín, a Spatial i després a Spirou. Apassionat del Japó medieval i de la cultura japonesa, va crear el 1981, a partir d'un guio de Bosse, el personatge de Kogaratsu, -un samurai sense mestre- La sèrie va tenir catorze lliuraments a partir del 2014.
El 1990, va unir forces amb Yann per crear Tako, dos àlbums, de la col·lecció “ Caractère » publicats per Glénat el 1990-1996 i que narra la història de tres núvies que esperen el retorn dels samurais que han anat a la guerra, una faula propera al rei Lear de Shakespeare.
El 1986, va signar la petició per buscar Héctor Germán Oesterheld i el 1998, va participar en un conte escrit per Yann Le Repos du samouraï, al segon volum del col·lectiu Sales Petits Contes dedicat a Charles Perrault publicat a la col·lecció "Humour libre» publicat per Dupuis.
Les obres de Michetz també inclouen portfolios dedicats al Japó. El primer, titulat sòbriament Japó, va aparèixer el 1987, seguida catorze anys més tard per Femmes.
Michetz també va exposar les seves obres: Kogaratsu al 6 Festival BulleBerry de Bourges (2009), Michetz - Il·lustracions a la Galerie Petits Papiers de París (2013), amb motiu del 30 Aniversari de Kogaratsu al Museu de Figurines Originals de Brussel·les, el mateix any, Japonaiseries a la Galerie Huberty et Breyne de Brussel·les (2015), Le Rouge et le noir a la Galerie Huberty et Breyne de París (2016).
Va morir 7 de gener de 2025 (als 73–74 anys)

### Anàlisi
Segons Patrick Gaumer:
| «                                                    | Combinant un estil airejat amb una gran preocupació per la documentació, Michetz es va consolidar ràpidament com un molt bon il·lustrador realista la producció del qual és lamentablement massa intermitent | » |
| — Patrick Gaumer, Dictionnaire mondial de la BD 2010 | |   |

## Recepció

### Personatge de còmic
El 1975, va fer un cameo a l'àlbum de Michel Vaillant : Circ de San Francisco . A partir de 1987,Christian Darasse, basat en un guió d'Hislaire, va llançar la sèrie Le Gang Mazda a Spirou inspirada per la seva experiència a l'estudi de dibuix que va compartir amb Bernard Hislaire, Bosse i Marc Michetz damunt d'un garatge Mazda situat prop de la plaça Stéphanie de Brussel·les. Cadascun dels tres personatges està inspirat en la psicologia de cadascun dels dissenyadors. Philippe Tome pren el relleu del tercer al setè volum.